# 中国网络空间研究院
中国网络空间研究院是2015年由中共中央批准，中央网信办、国家网信办组建的智库，首任院长为杨树桢。现任（2022年）院长夏学平。
主办有《中国网信》杂志，2022年3月创刊。